# Yana Kunitskaya
Yana Kunitskaya (Múrmansk, Unión Soviética; 11 de noviembre de 1989) es una artista marcial mixta rusa que actualmente compite en la categoría de peso gallo femenino de Ultimate Fighting Championship. Actualmente, Kunitskaya se encuentra como la peso gallo femenino #6 en la clasificación del peso gallo femenino de la UFC.

## Biografía
Yana Kunitskaya nació en 1989 en la ciudad de Múrmansk, en la región de Múrmansk, en el noroeste de Rusia. Su madre, Olga Kunitskaya, era gimnasta profesional y su padre, Joseph, era esquiador profesional. Tiene una hermana menor, Victoria. Yana se inició en las artes marciales en su infancia, empezando con el taekwondo en la edad preescolar, y ganó numerosos torneos entre chicas y chicos, con muchos combates que acabaron en nocaut. A los 12 años comenzó a competir en el combate cuerpo a cuerpo (en ruso: рукопашный бой), participando en un gran número de combates sin sufrir ninguna derrota. A los 16 años, Kunitskaya se fue a vivir y estudiar a San Petersburgo, y entró en el equipo SPGUFK de la Universidad Nacional Estatal de Educación Física, Deporte y Salud de Lesgaft, en el departamento de boxeo. A los 18 años, empezó a practicar artes marciales mixtas (MMA).
El 9 de agosto de 2012, Kunitskaya anunció que estaba embarazada de su primer hijo. En agosto de 2013, anunció el fin de su carrera deportiva y su transición a entrenadora, pero salió de su retiro tres años después. A continuación, firmó un contrato con Invicta Fighting Championships (IFC o Invicta FC) en el que solo compiten mujeres.

## Carrera en las artes marciales mixtas

### Primeros años de carrera
Kunitskaya hizo su debut profesional en las artes marciales mixtas el 23 de mayo de 2009, en un evento del K-1 World Grand Prix en Polonia. Derrotó a Magdalena Jarecka por nocaut técnico (TKO) en el primer asalto. Tras ganar dos de sus tres siguientes combates, Kunitskaya se enfrentó a la invicta aspirante Cindy Dandois en el M-1 Challenge XXII el 10 de diciembre de 2010. Derrotó a Dandois por TKO en 34 segundos. El 19 de noviembre de 2011, Kunitskaya se enfrentó a Arune Lauzeckaite en Bushido Hero's: World Grand Prix Lituania, ganando por TKO en el primer asalto.
En 2012, Kunitskaya se enfrentó a Ekaterina Saraykina en Verdict Fighting Championship 1 el 11 de febrero, derrotando a Saraykina por TKO en el primer asalto. En marzo, se enfrentó a Anna Melikhova en Lion's Fights 1 y ganó por decisión unánime tras dos asaltos. A continuación, derrotó a Sylwia Kusiak por TKO en el primer asalto en el Baltic Arena de Koszalin, Polonia, en junio. Kunitskaya tenía previsto enfrentarse a Danielle West en Starlight Events: Gladiator World Cup 2012 el 6 de julio en Marbella, España, pero el evento fue cancelado.
Kunitskaya había luchado casi exclusivamente en Rusia, y construyó su récord con 9 victorias y 2 derrotas antes de firmar con Invicta FC.

### Invicta Fighting Championship
Yana derrotó a Tonya Evinger por el título de Peso Gallo de Invicta FC el 18 de noviembre de 2016. El 1 de diciembre, la victoria fue anulada a un sin resultado, por lo que Evinger retuvo su título. Kunitskaya se enfrentó a Evinger en una revancha en el evento principal de Invicta FC 22 el 25 de marzo de 2017, y perdió por sumisión en la segunda ronda.
Kunitskaya derrotó a Raquel Pa'aluhi en Invicta FC 25 el 31 de agosto de 2017, para ganar el campeonato vacante de peso gallo de Invicta FC.

### Ultimate Fighting Championship
Kunitskaya hizo su debut promocional en Ultimate Fighting Championship (UFC) en UFC 222 el 3 de marzo de 2018, contra Cristiane Justino por el título de Peso Pluma. Perdió el combate por TKO en el primer asalto.
La siguiente vez que Kunitskaya se enfrentó a Lina Länsberg fue el 6 de octubre de 2018, en UFC 229. Ganó la pelea por decisión unánime.
Luego, Kunitskaya se enfrentó a Marion Reneau el 9 de marzo de 2019, en UFC Fight Night: Lewis vs. dos Santos. Ganó la pelea por decisión unánime.
Kunitskaya se enfrentó a Aspen Ladd el 7 de diciembre de 2019 en UFC on ESPN: Overeem vs. Rozenstruik. Perdió la pelea por nocaut técnico en el tercer asalto.
Kunitskaya estaba programada para enfrentarse a Ketlen Vieira el 1 de agosto de 2020 en UFC on ESPN: Holm vs. Aldana, y el 15 de julio de 2020, se anunció que el combate se trasladó a UFC Fight Night: Lewis vs. Oleinik el 8 de agosto de 2020. Posteriormente, Vieira fue retirada de la tarjeta el 30 de julio por razones no reveladas y reemplazada por Julija Stoliarenko. Ganó la pelea por decisión unánime.
El combate con Ketlen Vieira fue reprogramado y finalmente tuvo lugar el 20 de febrero de 2021 en UFC Fight Night: Blaydes vs. Lewis. En el pesaje, Vieira pesó 138 libras, dos libras por encima del límite de la pelea de Peso Gallo Femenino sin título. Se le impuso una multa del 20% de su bolsa, que fue a parar a manos de Kunitskaya, y el combate continuó con el Peso Capturado. Ganó el combate por decisión unánime.
Kunitskaya está programada para enfrentarse a Irene Aldana el 10 de julio de 2021 en UFC 264.

## Vida personal
Kunitskaya mantiene una relación con el también atleta de la UFC, Thiago Santos. La pareja se comprometió en diciembre de 2020.

## Campeonatos y logros
- Invicta Fighting Championships
  - Campeona de Peso Gallo de Invicta FC (una vez)
  - Actuación de la Noche (dos veces) vs. Tonya Evinger y [aquel Pa'aluhi
- Otros
  - Campeona Mundial de UKADO 2007
  - Campeona rusa de taekwondo 2007
  - Campeona de MMA Femenina de Bushido 2010
  - Campeona rusa de Muay Thai 2011

## Récord en artes marciales mixtas
| Resultado     | Récord   | Oponente               | Método                                 | Evento                                   | Fecha                   | Ronda | Tiempo | Localización        | Notas |
| ------------- | -------- | ---------------------- | -------------------------------------- | ---------------------------------------- | ----------------------- | ----- | ------ | ------------------- | --- |
| Victoria      | 15-8 (1) | Chelsea Chandler       | Decision (unánime)                     | UFC on ESPN: Tybura vs. Spivac 2         | 10 de agosto de 2023    | 3     | 5:00   | Las Vegas, Nevada   | |
| Derrota       | 14-8 (1) | Karol Rosa             | Decision (unánime)                     | UFC on ESPN: Strickland vs. Magomedov    | 1 de julio de 2023      | 3     | 5:00   | Las Vegas, Nevada   | |
| Derrota       | 14-7 (1) | Holly Holm             | Decision (unánime)                     | UFC on ESPN: Vera vs. Sandhagen          | 25 de abril de 2023     | 3     | 5:00   | San Antonio, Texas  | |
| Derrota       | 14-6 (1) | Irene Aldana           | TKO (puñetazos)                        | UFC 264                                  | 10 de julio de 2021     | 1     | 4:35   | Las Vegas, Nevada   | |
| Victoria      | 14-5 (1) | Ketlen Vieira          | Decisión (unánime)                     | UFC Fight Night: Blaydes vs. Lewis       | 20 de febrero de 2021   | 3     | 5:00   | Las Vegas, Nevada   | Combate de peso acordado (138 libras); Viera no dio el peso. |
| Victoria      | 13-5 (1) | Julija Stoliarenko     | Decisión (unánime)                     | UFC Fight Night: Lewis vs. Oleinik       | 8 de agosto de 2020     | 3     | 5:00   | Las Vegas, Nevada   | |
| Derrota       | 12-5 (1) | Aspen Ladd             | TKO (puñetazos)                        | UFC on ESPN: Overeem vs. Rozenstruik     | 7 de diciembre de 2019  | 3     | 0:33   | Washington D. C.    | |
| Victoria      | 12-4 (1) | Marion Reneau          | Decisión (unánime)                     | UFC Fight Night: Lewis vs. dos Santos    | 9 de marzo de 2019      | 3     | 5:00   | Wichita, Kansas     | |
| Victoria      | 11-4 (1) | Lina Länsberg          | Decisión (unánime)                     | UFC 229                                  | 6 de octubre de 2018    | 3     | 5:00   | Las Vegas, Nevada   | Regresó al peso gallo. |
| Derrota       | 10-4 (1) | Cris Cyborg            | TKO (puñetazos)                        | UFC 222                                  | 3 de marzo de 2018      | 1     | 3:25   | Las Vegas, Nevada   | Por el Campeonato de Peso Pluma Femenino de UFC. |
| Victoria      | 10-3 (1) | Raquel Pa'aluhi        | Decisión (unánime)                     | Invicta FC 25: Kunitskaya vs. Pa'aluhi   | 31 de agosto de 2017    | 5     | 5:00   | Lemoore, California | Por el Campeonato Vacante de Peso Gallo de Invicta FC; Actuación de la Noche. |
| Derrota       | 9-3 (1)  | Tonya Evinger          | Sumisión (estrangulamiento por detrás) | Invicta FC 22: Evinger vs. Kunitskaya II | 25 de marzo de 2017     | 2     | 4:32   | Kansas City, Misuri | Por el Campeonato de Peso Gallo de Invicta FC; Actuación de la Noche. |
| Sin resultado | 9-2 (1)  | Tonya Evinger          | Sin resultado                          | Invicta FC 20: Evinger vs. Kunitskaya    | 18 de noviembre de 2016 | 1     | 1:59   | Kansas City, Misuri | Por el Campeonato de Peso Gallo de Invicta FC; Originalmente victoria por sumisión (barra de brazo) para Kunitskaya; revertida luego de que Evinger apelara la pérdida a una decisión controversial del árbitro. Actuación de la Noche. |
| Victoria      | 9-2      | Wu Yanan               | TKO (puñetazos)                        | Fightspirit Championship 6               | 4 de septiembre de 2016 | 2     | 0:32   | San Petersburgo     | Debut en peso gallo. |
| Derrota       | 8-2      | Zaira Dyshekova        | Sumisión (barra de brazo)              | ACB 32: Battle of Lions                  | 26 de marzo de 2016     | 1     | 3:38   | Moscú               | Combate de peso acordado (137 lb); Actuación de la Noche. |
| Victoria      | 8-1      | Sylwia Kusiak          | TKO (parada de esquina)                | Baltic Arena                             | 15 de junio de 2012     | 1     | 0:50   | Koszalin            | |
| Victoria      | 7-1      | Anna Melikhova         | Decisión (unánime)                     | Lion's Fights 1: The Beginning           | 3 de marzo de 2012      | 2     | 5:00   | San Petersburgo     | Combate de peso ligero. |
| Victoria      | 6-1      | Ekaterina Saraykina    | TKO (puñetazos)                        | Verdict Fighting Championship 1          | 11 de febrero de 2012   | 1     | 1:05   | Moscú               | Combate de peso pluma. |
| Victoria      | 5-1      | Arune Lauzeckaite      | TKO (puñetazos)                        | Bushido Lithuania: Hero's Lithuania 2011 | 19 de noviembre de 2011 | 1     | 1:34   | Vilna               | |
| Victoria      | 4-1      | Cindy Dandois          | TKO (puñetazos)                        | M-1 Challenge 22                         | 10 de diciembre de 2010 | 1     | 0:34   | Moscú               | Combate de peso pluma. |
| Victoria      | 3-1      | Kamila Bałanda         | TKO (puñetazos)                        | Bushido Lithuania: Hero's Lithuania 2010 | 20 de noviembre de 2010 | 1     | 4:26   | Vilna               | |
| Derrota       | 2-1      | Maria Hougaard Djursaa | Decisión (unánime)                     | FG 14: Ice Cold                          | 29 de mayo de 2010      | 3     | 5:00   | Odense              | |
| Victoria      | 2-0      | Vladena Yavorskaya     | Sumisión (estrangulamiento por detrás) | Bushido FC Legends                       | 28 de noviembre de 2009 | 1     | 3:20   | San Petersburgo     | Combate de peso pluma. |
| Victoria      | 1-0      | Magdalena Jarecka      | TKO (puñetazos)                        | K-1 World Grand Prix 2009                | 23 de mayo de 2009      | 1     | 1:38   | Lodz                | |